# Poreuomena forcipata
Poreuomena forcipata är en insektsart som beskrevs av Sjöstedt 1902. Poreuomena forcipata ingår i släktet Poreuomena och familjen vårtbitare. Inga underarter finns listade i Catalogue of Life.